# Sean McMeekin
Sean McMeekin (ur. 10 maja 1974 w Idaho) – amerykański historyk.
Absolwent historii na Uniwersytecie Stanforda (1996) i University of California w Berkeley (M.A. 1998 i dr 2001) oraz w Paryżu, Berlinie i Moskwie. Jego badania koncentrują się na historii najnowszej Niemiec i Rosji.

## Wybrane publikacje
- The Red Millionaire. A Political Biography of Willi Münzenberg, Moscow’s Secret Propaganda Tsar in the West. Yale University Press, New Haven 2003, ISBN 0-300-09847-2.
- History’s Greatest Heist. The Looting of Russia by the Bolsheviks. Yale University Press, New Haven 2009, ISBN 978-0-300-13558-9.
- The Berlin-Baghdad Express. The Ottoman Empire and Germany’s Bid for World Power. Belknap Press of Harvard University Press, Cambridge 2010, ISBN 978-0-674-05739-5.
- The Russian Origins of the First World War.  Belknap Press of Harvard University Press, Cambridge 2011, ISBN 978-0-674-06210-8.
- July 1914. Countdown to War. Basic Books, New York 2013, ISBN 978-0-465-03145-0.
- The Ottoman Endgame: War Revolution and the Making of the Modern Middle East, 1908–1923. Penguin Press, New York 2015, ISBN 978-1-59420-532-3.

## Publikacje przetłumaczone na język polski
- Ekspres Berlin-Bagdad. Kajzer, islam i imperium osmańskie 1898-1918, tł. Aleksandra Czwojdrak, Kraków: Wydawnictwo Uniwersytetu Jagiellońskiego 2012.
- Największa grabież w historii. Jak bolszewicy złupili Rosję, tł. Aleksandra Czwojdrak, Kraków: Wydawnictwo Uniwersytetu Jagiellońskiego 2013.
- Rewolucja rosyjska. Nowa historia, Bellona 2017